# Axel F
Axel F – utwór niemieckiego muzyka Harolda Faltermeyera wydany na singlu w 1984 roku. Był to debiutancki singiel w jego dyskografii. Utwór został skomponowany jako motyw do filmu Gliniarz z Beverly Hills (1984).

## Lista utworów

### 1984
Płyta gramofonowa
1. „Axel F” (M & M Mix) – 7:00
2. „Axel F” (Extended Version) – 7:09
3. „Shoot Out” – 2:44

Płyta gramofonowa, #1
1. „Axel F” (Extended Version) – 7:09
2. „Shoot Out” – 2:44

Płyta gramofonowa, #2
1. „Axel F” – 3:00
2. „Shoot Out” – 2:44

## Notowania na listach przebojów
| Kraj              | Lista (1985)        | Pozycja |
| ----------------- | ------------------- | ------- |
| Irlandia          | Top 50 Singles      | 1       |
| Niemcy            | Top 100 Singles     | 2       |
| Holandia          | Single Top 100      | 2       |
| Szwajcaria        | Singles Top 75      | 2       |
| Austria           | Singles Top 75      | 4       |
| Nowa Zelandia     | Top 40 Singles      | 5       |
| Szwecja           | Top 60 Singles      | 18      |
| Wielka Brytania   | Singles Top 100     | 2       |
| Stany Zjednoczone | „Billboard” Hot 100 | 3       |